# Fratelli Katano
Fratelli Katano è  una webserie italiana diretta e prodotta da Ferdinando Carcavallo e Giuliano Castaldo, premiata nel 2014 al Napoli Film Festival 
come migliore webserie.

## Trama
I Fratelli Katano sono due maturi ed eccentrici intellettuali napoletani, sempre alla ricerca dell'affermazione personale e con il pallino
di contribuire a costruire una nuova immagine della città di Napoli lontana dai luoghi comuni e dall'iconografia classica.
Nel perseguire questo disegno, attraverso video virali, citazioni colte, campagne sociali e soprattutto interventi musicali, Tonino e Tanino spesso ricadono
in quella stessa iconografia da cartolina dalla quale prendono tanto le distanze.

## Produzione
Dopo la produzione di una delle prime webserie italiane, Travel Companions, e della legal-comedy Il mestiere più antico del mondo, Ferdinando Carcavallo torna ad interpretare oltre che dirigere una serie in coppia col collaboratore di sempre Giuliano Castaldo, già musicista delle altre produzioni.
La serie nasce nel 2013 a Perugia, durante l'IMMaginario TV dove i due si trovano per presentare la web serie Il mestiere più antico del mondo e realizzano un video comico di presentazione che ben presto diviene il manifesto della nuova Napoli.
Dal 2018 l'attività dei Fratelli Katano si concentra quasi esclusivamente nella produzione musicale, sia con pubblicazione di singoli ed EP sulle varie piattaforme streaming che dei videoclip.

## Episodi
La pubblicazione dei video dei Fratelli Katano non segue una programmazione regolare. Nel primo anno di vita della serie, il 2013, sono stati pubblicati quattro video e nel 2014 altri 23.
Nel 2015 oltre agli otto video "canonici", con sketchs e videoclip, a partire dal 16 ottobre i Fratelli Katano danno vita sul social network Facebook la prima serie quotidiana italiana sul web intitolata "Buongiorno, ovvero Katano Quotidiano" costituita da brevissime sequenze riprese davanti allo specchio della toilette di casa Katano. All'interno di questa serie quotidiana trovano spazio anche rubriche come "Tutti i Santi giorni" (7 video dal 31 ottobre al 6 novembre), in cui i Fratelli ricordano i Santi del calendario, e il "Katalendario dell'avvento".
Nel 2016, oltre i video musicali, i Fratelli Katano producono "Come dobbiamo fare a...?", una serie di tutorial per la sopravvivenza nel terziario avanzato in cui spiegano - in maniera surreale, citando spesso i loro riferimenti comici, primi tra tutti i Monty Python - come risolvere i piccoli problemi della quotidianità della vita dei maturi single.

## Canzoni
Il brano più significativo è sicuramente Le visualizzazioni (2014), il cui videoclip viene presentato in anteprima all'IMMaginario TV di Perugia ed in cui i due fratelli si ribellano alla tendenza a valutare le capacità artistiche basandosi sul numero di visualizzazioni (le visualizzazioni dei Fratelli Katano, si possono contare sulle dita di due... una mano).
Nel 2015 il loro videoclip Quando il Napoli perde (una bonaria presa in giro del tifo calcistico) viene presentato in esclusiva sul portale web del quotidiano Il Mattino di Napoli.
Nel 2016, oltre a svariati video brevi che si inseriscono nella produzione seriale, i Fratelli Katano realizzano il videoclip della canzone Lo chiamavano Peppe Brescia in cui celebrano un personaggio leggendario napoletano degli anni settanta e ottanta. Il video è realizzato con una tecnica di disegno animato vintage (i disegni sono del disegnatore Giovanni De Luca), che cita i vecchi cartoni della trasmissione televisiva Supergulp.
Nel 2018 viene pubblicato sul social network Facebook il videoclip della canzone Messico e Ciaspole (Mi intossica la domenica). Si tratta di un omaggio al teatro canzone demenziale di Cochi e Renato e Jannacci - al cui brano Messico e Nuvole si rifà il titolo - con sonorità messicane e immagini coloratissime che inglobano spezzoni di film sudamericani, scene di trasmissioni televisive e vignette satiriche.
Il 2018 è anche l'anno della pubblicazione su tutte le piattaforme digitali del primo album musicale dei Fratelli Katano intitolato ironicamente "Motivi di imbarazzo" che raccoglie cinque anni di insuccessi del duo.
Il 2019 è l'anno di Viva Verdi, il singolo country che racconta la storia di un ladro di bestiame ucciso dallo spietato e corrotto sceriffo Sai Vinnie. Il titolo, che richiama la scritta VIVA V.E.R.D.I utilizzata dai rivoluzionari milanesi del Risorgimento come atto di ribellione verso l'occupazione austriaca, è una chiara allusione al fatto che la storia raccontata nella canzone è un'allegoria.
Dopo una lunga pausa dovuta alla pandemia COVID-19, i Fratelli Katano, tra maggio e novembre 2022 pubblicano tre singoli sulle piattaforme digitali, si tratta di TNMVCB, un hip hop lo-fi cantato in protonapoletano, una sorta di grammelot campano, Mare Vecchio, un classico brano estivo che parla di mare, sole, donne e cantieri e Quando la Juve perde, brano post-punk realizzato in collaborazione col bluesman napoletano Bruno Sacchi.
A gennaio 2023, ben oltre le vacanze natalizie, i Fratelli Katano pubblicano il brano Natale bastardo, un brano punk rock registrato dal vivo, mentre a giugno è la volta del brano estivo Prossemiche d'anime sole a colmare vacanze accompagnato da un videoclip animato realizzato con l'ausilio dell'Intelligenza Artificiale.
Il 2024 è l'anno di due singoli di rilievo. Per esempio Carlo Conti, in cui il noto presentatore televisivo è presentato come simbolo di resistenza culturale, e Non dissi niente, brano apparentemente più riflessivo e serio delle canzoni precedenti, in cui i Fratelli Katano riflettono sulla deriva dell'alienazione digitale e l'utilizzo dell'AI nella produzione musicale di massa.
Ad aprile 2025 i Fratelli Katano pubblicano Una mano di vernice, un album sperimentale composto da sei cover di propri brani reinterpretati tramite Intelligenza Artificiale, accreditati a fittizi artisti e band inesistenti. L'operazione, che riflette sul ruolo dell'autorialità e dell’identità musicale nell’era dell’IA, si conclude con il brano omonimo Una mano di vernice, eseguito dal vivo dal duo in versione voce e pianoforte, una spiegazione sul senso del progetto

## Discografia
- 2018 - Motivi Di Imbarazzo (album)
- 2018 - Mi intossica la domenica (single)
- 2019 - Viva Verdi (ovvero bufale) (single)
- 2022 - TNMVCB (single)
- 2022 - Mare Vecchio (single)
- 2022 - Quando la Juve perde (feat. Bruno Sacchi) (single)
- 2023 - Natale Bastardo (Live) (single)
- 2023 - Prossemiche d'anime sole a colmare vacanze (single)
- 2023 - San Gennaro se ne va (single)
- 2024 - Per esempio Carlo Conti (single)
- 2024 - Non dissi niente (single)
- 2025 - TNMVCB (feat. Sangue Okkulto) (single)
- 2025 - Ballata in DO maggiore (Isk.ya Ponte remix) (single)
- 2025 - Una mano di vernice (album)
- 2025 - Quelli che galleggiano (single)

## Premi e riconoscimenti
- Napoli Film Festival 2014 - Vincitore sezione Web Serie